# Club Deportivo Real Juventud San Joaquín
O Club Deportivo Real Juventud San Joaquín, também conhecido como Real San Joaquín, é um clube de futebol chileno, com sede em San Joaquín, comuna na cidade de Santiago.
Fundado em 15 de dezembro de 1998, o clube manda seus jogos no Municipal de San Joaquín, estádio em San Joaquín, com capacidade estimada para 3 515 espectadores.
Compete desde 2022 na Segunda División Profesional, a terceira e última divisão profissional do Campeonato Chileno.

## História
O clube foi fundado por Jaime Lizama e Leonor Palma, inicialmente como a escola de futebol "Bam Bam Zamorano", no bairro de La Legua, na comuna de San Joaquín. O nome era uma homenagem ao ex-futebolista chileno Iván Zamorano, um dos maiores jogadores chilenos de todos os tempos.
O time começou disputando torneios locais e, em 8 de março de 2013, mudou seu nome para Real San Joaquín, mesmo ano em que ingressou na quinta divisão (Tercera División B). No ano seguinte, sagrou-se campeão e conquistou o acesso à quarta divisão (Tercera División "A").
Na temporada de 2021, após várias campanhas em que esteve perto do acesso, o clube finalmente alcançou o profissionalismo. Em casa, derrotou o Provincial Ranco por 4–1, conquistando o vice-campeonato da categoria e garantindo sua vaga na terceira divisão profissional (Segunda División Profesional), junto com o campeão Trasandino.
A estreia no futebol profissional aconteceu em 3 de abril de 2022, quando venceu fora de casa o General Velásquez por 1–0, em San Vicente de Tagua Tagua, com gol de Leandro Ruiz. Em sua primeira temporada no profissionalismo, e especificamente na Segunda División Profesional (terceira divisão), terminou em um respeitável quinto lugar, com 30 pontos — a 13 do campeão San Marcos de Arica, único promovido à Primera B (segunda divisão).

## Cronologia no Campeonato Chileno de Futebol
| Período | Período | Nível            | Nível        | Competição           | Organização                                 | Organização |
| ------- | ------- | ---------------- | ------------ | -------------------- | ------------------------------------------- | ----------- |
| 2013    | 2014    | Quinta divisão   | Amador       | Tercera División B   | Associação Nacional do Futebol Amador       | ANFA        |
| 2015    | 2021    | Quarta divisão   | Amador       | Tercera División "A" | Associação Nacional do Futebol Amador       | ANFA        |
| 2022    | hoje    | Terceira divisão | Profissional | Segunda División     | Associação Nacional do Futebol Profissional | ANFP        |

## Títulos
| CAMPEONATOS NACIONAIS | CAMPEONATOS NACIONAIS | CAMPEONATOS NACIONAIS | CAMPEONATOS NACIONAIS | CAMPEONATOS NACIONAIS |
| Nível                 | Nível                 | Competição            | Título                | Ano                   |
| --------------------- | --------------------- | --------------------- | --------------------- | --------------------- |
| Quinta divisão        | Amador                | Tercera División B    | 1                     | 2014                  |